# 극장

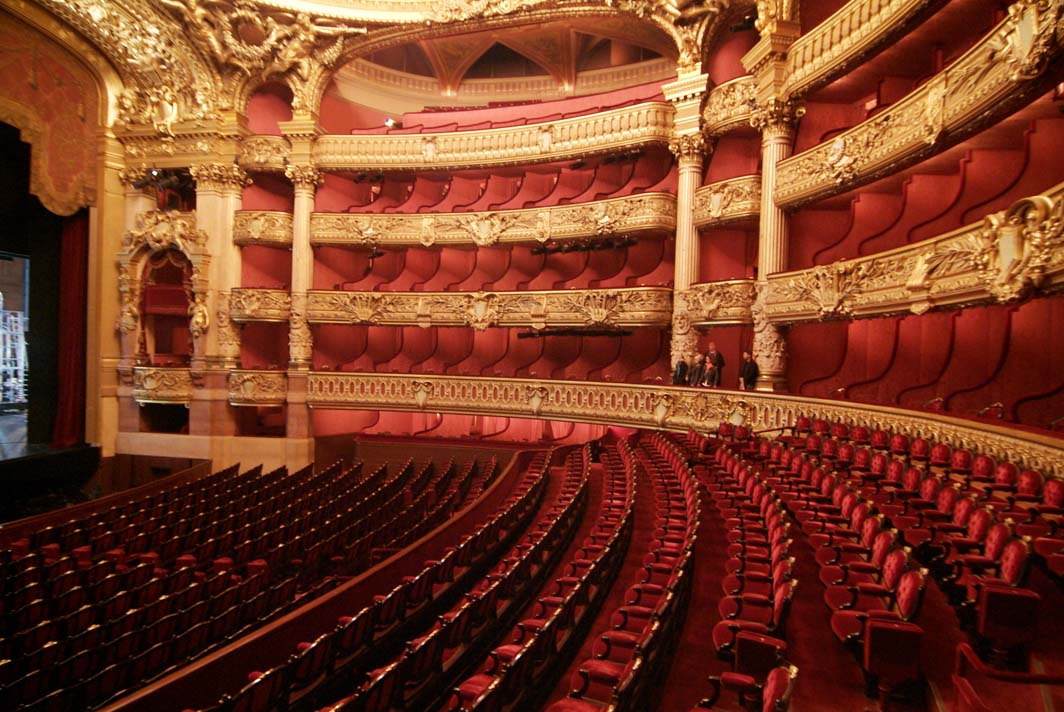
극장

극장(劇場)은 무대가 있으며, 뮤지컬이나 오페라를 보기 위한 공간이다. 규모에 따라 대극장, 소극장이라고 부르기도 한다. 극장은 연극 작품, 공연 예술 및 음악 콘서트가 상영되는 구조이다. 극장 건물은 공연과 관객 공간을 정의하는 역할을 한다. 시설은 일반적으로 공연이 진행되는 무대뿐만 아니라 공연자, 기술진, 관객을 위한 지원 공간을 제공하도록 구성된다.
공연의 종류만큼 극장의 종류도 많다. 극장은 특정 유형의 제작을 위해 특별히 지어질 수도 있고, 보다 일반적인 공연 요구에 맞춰 사용될 수도 있고, 극장으로 사용하기 위해 개조되거나 개조될 수도 있다. 야외 원형극장부터 화려하고 대성당 같은 구조물, 단순하고 장식되지 않은 방이나 블랙박스 극장까지 다양하다. 오페라 공연을 위해 사용되는 극장을 오페라 하우스라고 한다. 공연에는 극장이 필요하지 않다(환경 극장이나 거리 극장처럼). 이 문서는 공연을 위해 특별히 사용되는 구조에 관한 것이다. 일부 극장에는 고정된 연기 공간(대부분의 극장에서는 이를 무대라고 함)이 있는 반면, 블랙박스 극장과 같은 일부 극장에는 이동식 좌석이 있어 제작에 적합한 공연 공간을 만들 수 있다.

## 역사

### 야외극장

#### 고대 그리스
지붕이 없는 갖가지 건조물 중에 특히 중요한 것은 극장으로, 그리스인들이 공회를 위해 이용했다. 정규의 그리스 극장은 큰 원형 오케스트라(舞踊場)와 보통 반원보다 약간 큰 관람석(테아트론)으로 이루어져 있다.
오케스트라의 중앙에는 디오니소스에게 제사 지내는 제단이 있고, 합창대가 이 제단을 둘러싸고 노래하면서 춤을 춘다. 관람석은 일반적으로 구릉의 경사진 변을 차지한다.
스케네(skene)는 배우가 분장을 하는 곳으로 쉽게 등장과 퇴장을 할 수 있도록 지어진 건물이다. 스케네는 그리스어로는 본래 천막이나 허술한 가옥을 뜻한다. 극장의 유래는 이처럼 작은 집 앞에 낮은 무대를 설치하여, 배우가 이 무대 위에서 합창대에 대한 회답을 한 것인 듯하다. 관람석과 양끝의 무대와의 사이에 통로(parodos)가 있고, 합창대는 이곳으로 입장하고 퇴장을 하도록 꾸며져 있다.
원래 무대는 오케스트라와 거의 같은 높이였으나, 차차 높이를 늘려 열주(列柱)로 세우게 되었다. 이전에는 목조였으나, 점차 석조 건축으로 바뀌었다. 이 발전의 여러 단계에 대해서는 많은 의론을 자아내고 있다.
현존하는 가장 오래된 그리스 극장은 아테네의 아크로폴리스의 남쪽 경사면을 차지하고 있는 디오니소스 극장으로, 기원전 6세기에 세워졌다. 그러나 현존하는 유적은 여러 시대, 주로 리코르고스 시대(기원전 4세기 후반)나 로마 제정 시대에 개조된 것이 전해지고 있다. 관람석을 보면 일반석은 높이 33cm의 낮은 계단 모양이지만, 앞줄의 고관석은 등과 팔꿈치걸이를 설비, 부조(浮彫)로 꾸며져 있다.

#### 고대 로마
로마인들은 그리스 스타일의 건물을 모방했지만 위치에 그다지 관심을 두지 않았으며 자연적으로 발생하는 장소를 찾는 대신 벽과 테라스를 건설하는 경향이 있었다.
강당은 사람들이 모이는 공간이었으며, 때로는 그리스 극장의 전통에 따라 쌓인 좌석을 쉽게 만들 수 있는 작은 언덕이나 경사면에 건설되었다. 강당의 중앙 부분은 언덕이나 경사면을 파서 만들었고, 외부 라디안 좌석에는 구조적 지지대와 견고한 옹벽이 필요했다. 물론 로마인들은 언덕의 가용성에 관계없이 극장을 짓는 경향이 있었기 때문에 항상 그런 것은 아니다. 로마 시내에 건설된 모든 극장은 토공사를 사용하지 않고 완전히 사람이 만든 것이었다. 강당에는 지붕이 없었다. 오히려 차양(vela)을 머리 위로 당겨 비나 햇빛으로부터 보호할 수 있다.
나무로 지어진 일부 로마 극장은 세워졌던 축제가 끝난 후 철거되었다. 이 관행은 법을 피하기 위해 사원을 추가하여 폼페이우스 극장이 건설된 기원전 55년까지 지속된 영구 극장 구조에 대한 유예로 인해 발생했다. 일부 로마 극장은 애초에 완성되지 않은 흔적을 보여준다.
로마 내부에서는 건축 이후 몇 세기 동안 살아남은 극장이 거의 없어 특정 극장에 대한 증거가 거의 없다. 현대 프랑스 오렌지에 있는 극장인 아라우시오(Arausio)는 고전 로마 극장의 좋은 예이다. 움푹 들어간 스카에나이 앞부분은 서부 로마 극장 디자인을 연상시키지만 장식적인 구조는 누락되었다. 아라우시오는 오늘날에도 여전히 서 있으며 놀라운 구조적 음향과 좌석 재구성을 통해 로마 건축의 경이로움을 볼 수 있다.

### 실내극장

#### 유럽 르네상스
르네상스 시대에 최초의 현대식 밀폐형 극장이 이탈리아에 건설되었다. 그들의 구조는 고대 극장의 구조와 유사했으며, 동굴과 도시의 거리를 대표하는 건축 풍경이 있었다. 이 스타일의 가장 오래 살아남은 예는 비첸차의 테아트로 올림피코(1580)이다.
17세기 초에 극장은 실내로 옮겨졌고 무대가 프로시니엄 아치에 의해 객석과 분리되는 오늘날 가장 흔히 볼 수 있는 배열과 유사해지기 시작했다. 이는 이니고 존스, 니콜라 사바티니(Nicola Sabbatini) 및 갈리 다 비비에나(Galli da Bibiena) 가족이 만든 것과 같이 원근법으로 그린 풍경 요소에 대한 관심이 높아지는 것과 일치했다. 이러한 요소들의 관점은 소위 "공작의 의자"라고 불리는 강당 중앙 뒤편에서만 제대로 볼 수 있다. 지위가 높을수록 이 유리한 지점에 더 가까이 앉을 수 있으며 원근법 요소를 더 정확하게 볼 수 있다.
최초의 밀폐된 극장은 주권자와 귀족에게만 개방된 궁정 극장이었다. 대중에게 공개된 최초의 오페라 하우스는 베니스의 테아트로 산 카시아노(Teatro San Cassiano, 1637)였다. 이탈리아 오페라 하우스는 이후 유럽 전역에 걸쳐 극장의 모델이 되었다.

#### 독일 오페라의 영향
리하르트 바그너는 어두운 극장, 음향 효과, 무대 위 청중의 관심을 집중시키는 좌석 배치(오케스트라 피트를 낮추는 것)와 같은 "분위기 설정" 요소를 매우 중요하게 생각하여 그들을 상상의 음악 세계에 완전히 몰입시킨다. 이러한 개념은 당시에는 혁명적이었지만 이후 현대 오페라 환경과 기타 여러 유형의 연극 활동에서 당연하게 받아들여졌다.

#### 현대 극장
현대 극장은 적응력이 매우 뛰어난 공간이나 관객과 공연자가 분리되지 않는 극장 등 비전통적인 경우가 많다. 이것의 주요 예는 모듈형 극장, 특히 월트 디즈니 모듈형 극장이다. 이 대형 극장은 바닥과 벽이 작은 이동식 구역으로 나누어져 있으며, 바닥 구역은 조정 가능한 유압 파일런으로 되어 있어 각 개별 공연에 맞게 공간을 어떤 구성으로든 조정할 수 있다. 새로운 스타일의 극장 공연이 발전함에 따라 공연장을 개선하거나 재창조하려는 욕구도 커졌다. 이는 무대 조명과 같은 예술 및 프리젠테이션 기술에도 동일하게 적용된다.
현대 라이브 극장의 구체적인 디자인에는 프로시니엄, 추력, 블랙박스 극장, 원형 극장, 원형 극장 및 경기장이 포함된다. 인도 고전무용에서 나탸 샤스트라(Natya Shastra)는 세 가지 무대 유형을 정의한다. 호주와 뉴질랜드에서는 작고 단순한 극장, 특히 더 큰 공연장 내에 포함된 극장을 극장이라고 한다. 이 단어는 1920년대 런던에서 소규모 음악 공연장을 가리키는 데 유래되었다.
연극 공연은 기차 객차 등 다른 목적으로 개조된 장소에서도 열릴 수 있다. 최근 몇 년 동안 에든버러 페스티벌 프린지는 호버 카(Hover Car)와 택시를 타고 공연을 펼쳤다.

## 같이 보기
- 영화관
- 오디토리엄
- 오락